# Élections sénatoriales de 1989 en Corse-du-Sud
 (octobre 2021).
Si vous disposez d'ouvrages ou d'articles de référence ou si vous connaissez des sites web de qualité traitant du thème abordé ici, merci de compléter l'article en donnant les références utiles à sa vérifiabilité et en les liant à la section « Notes et références ».
L'élection sénatoriale en Corse-du-Sud a eu lieu le dimanche 24 septembre 1989. 
Elle a eu pour but d'élire le sénateur représentant le département de la Corse-du-Sud pour un mandat de neuf années.

## Contexte départemental
Lors des élections sénatoriales du 28 septembre 1980 dans la Corse-du-Sud, un sénateur a été élu, Charles Ornano (CCB).
Depuis, tous les effectifs du collège électoral des grands électeurs ont été renouvelés, avec les élections législatives de 1988 en Corse-du-Sud, les élections régionales françaises de 1986, les élections cantonales de 1986 et 1989 et les élections municipales françaises de 1989.

## Rappel des résultats de 1980
|                | Charles Ornano    | CCB            | 233 | 67,73  |  |  |
|                | Nicolas Alfonsi   | MRG            | 65  | 18,90  |  |  |
|                | Paul Bungelmi     | PCF            | 28  | 8,14   |  |  |
|                | Jean-Louis Lucchi | PS             | 18  | 5,23   |  |  |
|                |                   |                |     |        |  |  |
| Inscrits       | Inscrits          | Inscrits       | 351 | 100,00 |  |  |
| Abstentions    | Abstentions       | Abstentions    | 1   | 0,28   |  |  |
| Votants        | Votants           | Votants        | 350 | 99,72  |  |  |
| Blancs et nuls | Blancs et nuls    | Blancs et nuls | 6   | 1,71   |  |  |
| Exprimés       | Exprimés          | Exprimés       | 344 | 98,01  |  |  |

## Sénateur sortant
| Sénateur | Sénateur       | Parti | Fonctions lors de l'élection en 1980 |
| -------- | -------------- | ----- | ------------------------------------ |
|          | Charles Ornano | CCB   | Conseiller général, maire d'Ajaccio  |

## Présentation des candidats
Le seul représentant de la Corse-du-Sud est élu pour une législature de 9 ans au suffrage universel indirect par les 364 grands électeurs du département. 
En Corse-du-Sud, le sénateur est élu au scrutin majoritaire à deux tours.
| Candidats | Candidats            | Parti | Principale fonction               |
| --------- | -------------------- | ----- | --------------------------------- |
|           | Paul Borelli         | PCF   | Conseiller général                |
|           | François Casasoprana | REG   |                                   |
|           | Thomas Coggia        | DVG   | Maire de Coggia                   |
|           | Philippe Ceccaldi    | DVD   | Conseiller régional               |
|           | Charles Ornano       | CCB   | Sénateur sortant, maire d'Ajaccio |

## Résultats
|                | Charles Ornano       | CCB            | 186 | 56,36  |  |  |
|                | Philippe Ceccaldi    | DVD            | 59  | 17,88  |  |  |
|                | Thomas Coggia        | DVG            | 46  | 13,94  |  |  |
|                | Paul Borelli         | PCF            | 27  | 8,18   |  |  |
|                | François Casasoprana | REG            | 12  | 3,64   |  |  |
|                |                      |                |     |        |  |  |
| Inscrits       | Inscrits             | Inscrits       | 338 | 100,00 |  |  |
| Abstentions    | Abstentions          | Abstentions    | 4   | 1,18   |  |  |
| Votants        | Votants              | Votants        | 334 | 98,82  |  |  |
| Blancs et nuls | Blancs et nuls       | Blancs et nuls | 4   | 1,18   |  |  |
| Exprimés       | Exprimés             | Exprimés       | 330 | 97,64  |  |  |